# Gérard Biguet
Gérard Biguet (Jarny, 1946. június 16. –) francia nemzetközi  labdarúgó-játékvezető. Polgári foglalkozása banktisztviselő.

## Pályafutása

### Nemzeti játékvezetés
A küldési gyakorlat szerint rendszeres partbírói tevékenységet is végzett. 1967-ben régiós játékvezető, 1970-ben Liga, 1974-től országos besorolású bíró, 1980-ban lett az I. Liga játékvezetője. Az aktív nemzeti pályafutásától 1992-ben búcsúzott el.

#### Nemzeti kupamérkőzések
Vezetett kupadöntők száma: 2.

##### Francia labdarúgókupa
A francia JB elismerve szakmai munkáját, több alkalommal is megbízta a döntő találkozó koordinálásával.
| Időpont         | Helyszín                     | Mérkőzés típusa | Mérkőzés                            | Eredmény | Nézők száma |
| --------------- | ---------------------------- | --------------- | ----------------------------------- | -------- | ----------- |
| 1985. június 8. | Princes Park Stadion, Párizs | döntő           | AS Monaco FC–Paris Saint-Germain FC | 1 : 0    | 45 711      |
| 1990. június 2. | Princes Park Stadion, Párizs | döntő           | Montpellier Hérault SC–RC Paris     | 2 : 1    | 44 067      |

### Nemzetközi játékvezetés
A Francia labdarúgó-szövetség Játékvezető Bizottsága (JB) 1982-ben terjesztette fel nemzetközi játékvezetőnek, a Nemzetközi Labdarúgó-szövetség (FIFA) bíróinak keretébe. A FIFA JB központi nyelvei közül a franciát beszéli. Több válogatott és nemzetközi klubmérkőzést vezetett, vagy működő társának partbíróként segített. 1989-ben a FIFA JB az első futsal-világbajnokságon is foglalkoztatta. A francia nemzetközi játékvezetők rangsorában, a világbajnokság-Európa-bajnokság sorrendjében többedmagával a 6. helyet foglalja el 10 találkozó szolgálatával. Az aktív nemzetközi pályafutásától, a FIFA JB 45. éves korhatárát elérve 1992-ben búcsúzott.

#### Labdarúgó-világbajnokság

##### U20-as labdarúgó-világbajnokság
Mexikó rendezte a IV., az 1983-as ifjúsági labdarúgó-világbajnokságot, ahol a FIFA JB bíróként alkalmazta.

###### 1983-as ifjúsági labdarúgó-világbajnokság
| Időpont          | Helyszín                    | Mérkőzés típusa              | Mérkőzés             | Eredmény | Nézők száma |
| ---------------- | --------------------------- | ---------------------------- | -------------------- | -------- | ----------- |
| 1983. június 2.  | Estadio Azteca, Mexikóváros | csoportmérkőzés (A. csoport) | Mexikó–Ausztrália    | 1 : 1    | 108 900     |
| 1983. június 11. | Estadio Azteca, Mexikóváros | egyik negyeddöntő            | Skócia–Lengyelország | 0 : 1    | 11 986      |
| 1983. június 19. | Estadio Azteca, Mexikóváros | döntő                        | Argentína–Brazília   | 0 : 1    | 110 000     |

---
A világbajnoki döntőhöz vezető úton Olaszországba a XIV., az 1990-es labdarúgó-világbajnokságra a FIFA JB bíróként alkalmazta.

##### 1990-es labdarúgó-világbajnokság

###### Selejtező mérkőzés
| Időpont            | Helyszín                               | Mérkőzés típusa           | Mérkőzés                   | Eredmény | Nézők száma |
| ------------------ | -------------------------------------- | ------------------------- | -------------------------- | -------- | ----------- |
| 1988. október 19.  | Wembley Stadion, London                | előselejtező (2. csoport) | Anglia–Svédország          | 0 : 0    | 65 628      |
| 1989. február 15.  | Estádio da Luz, Lisszabon              | előselejtező (7. csoport) | Portugália–Belgium         | 1 : 1    | 43 501      |
| 1989. november 15. | Estadio Ramón Sánchez Pizjuán, Sevilla | előselejtező (6. csoport) | Spanyolország–Magyarország | 4 : 0    | 20 000      |

#### Labdarúgó-Európa-bajnokság
Az európai-labdarúgó torna döntőjéhez vezető úton Franciaországba a VII., az 1984-es labdarúgó-Európa-bajnokságra, Német Szövetségi Köztársaságba a VIII., az 1988-as labdarúgó-Európa-bajnokságra és Svédországba a IX., az 1992-es labdarúgó-Európa-bajnokságra az UEFA JB játékvezetőként foglalkoztatta.

##### 1984-es labdarúgó-Európa-bajnokság

###### Selejtező mérkőzés
| Időpont              | Helyszín                      | Mérkőzés típusa           | Mérkőzés        | Eredmény | Nézők száma |
| -------------------- | ----------------------------- | ------------------------- | --------------- | -------- | ----------- |
| 1982. november 10.   | Municipal Stadion, Luxembourg | előselejtező (3. csoport) | Luxemburg–Dánia | 1 : 2    | 2 057       |
| 1983. szeptember 21. | Laugardalsvöllur, Reykjavík   | előselejtező (7. csoport) | Izland–Írország | 0 : 3    | 13 706      |

##### 1988-as labdarúgó-Európa-bajnokság

###### Selejtező mérkőzés
| Időpont              | Helyszín                 | Mérkőzés típusa           | Mérkőzés         | Eredmény | Nézők száma |
| -------------------- | ------------------------ | ------------------------- | ---------------- | -------- | ----------- |
| 1986. szeptember 10. | Steaua Stadion, Bukarest | előselejtező (1. csoport) | Románia–Ausztria | 4 : 0    | 25 000      |

##### 1992-es labdarúgó-Európa-bajnokság

###### Selejtező mérkőzés
| Időpont            | Helyszín                         | Mérkőzés típusa           | Mérkőzés                | Eredmény | Nézők száma |
| ------------------ | -------------------------------- | ------------------------- | ----------------------- | -------- | ----------- |
| 1990. november 14. | Práter-stadion, Bécs             | előselejtező (4. csoport) | Ausztria–Észak-Írország | 0 : 0    | 7 062       |
| 1991. március 3.   | Maladière Stadion, Neuchâtel     | előselejtező (2. csoport) | Svájc–Románia           | 0 : 0    | 15 700      |
| 1991. október 30.  | Rohonci úti stadion, Szombathely | előselejtező (3. csoport) | Norvégia–Magyarország   | 0 : 0    | 8 000       |

###### Európa-bajnoki mérkőzés
| Időpont          | Helyszín                                 | Mérkőzés típusa              | Mérkőzés                | Eredmény | Nézők száma |
| ---------------- | ---------------------------------------- | ---------------------------- | ----------------------- | -------- | ----------- |
| 1992. június 12. | Idrottsparken Stadion, Norrköping község | csoportmérkőzés (B. csoport) | Németország–Oroszország | 1 : 1    | 17 410      |

#### Olimpiai játékok
Az 1988. évi nyári olimpiai játékok labdarúgó tornáján A FIFA JB bírói szolgálatra foglalkoztatta. Az olimpiák történetében 12. európaiként, francia játékvezetőként – Marcel Slawick után – 2. alkalommal vezethetett döntőt.

##### 1988. évi nyári olimpiai játékok
| Időpont              | Helyszín                | Mérkőzés típusa              | Mérkőzés               | Eredmény | Nézők száma |
| -------------------- | ----------------------- | ---------------------------- | ---------------------- | -------- | ----------- |
| 1988. szeptember 20. | Civil Stadion, Tegu     | csoportmérkőzés (C. csoport) | Szovjetunió–Argentína  | 2 : 1    | 25 000      |
| 1988. szeptember 25. | Hanbat Stadion, Tedzson | egyik negyeddöntő            | Svédország–Olaszország | 1 : 2    | 11 000      |
| 1988. október 1.     | Olimpiai Stadion, Szöul | döntő                        | Szovjetunió–Brazília   | 2 : 1    | 74 000      |

## Szakmai sikerek
- 1993-ban a nemzetközi játékvezetés hírnevének erősítése, hazájában 10 éve a legmagasabb Ligában (osztályban) folyamatosan tevékenykedő, eredményes pályafutása elismeréseként, a FIFA JB felterjesztésére az 1965-ben alapított International Referee Special Award címmel és oklevéllel tüntette ki.
- A IFFHS (International Federation of Football History & Statistics) 1987-2011 évadokról tartott nemzetközi szavazásán 151, játékvezető besorolásával minden idők 58, legjobb bírójának rangsorolta, holtversenyben Romualdo Arppi Filho, Gérard Biguet társaságában. A 2008-as szavazáshoz képest 10 pozíciót hátrább lépett.

## Sportvezetőként
Pályafutását befejezve a fiatal játékvezetők támogatásáért felelős sportember.